# Карлоне, Карло Инноченцо
Карло Инноченцо Карлоне, или Карлони (итал. Carlo Innocenzo Carloni; ноябрь 1686, Скария — 17 мая 1775[…], Ланцо-д’Интельви, Комо) — итальянский живописец и гравёр стиля барокко, работавший в Германии. Представитель большой семьи «тессинцев» — потомственных резчиков по камню, строителей, скульпторов, живописцев и лепщиков-декораторов, мастеров из кантона Тичино, входящего в состав Итальянской Швейцарии.

## Биография
Карло Инноченцо был уроженцем Скария д’Интельви (Scaria d’Intelvi), селения провинции Комо, в Ломбардии. Он был сыном Джованни Баттиста Карлоне (?) скульптора и стуккатора (stuccatore) — лепщика-декоратора из гипса (стукко), и Таддеи Маддалены Аллио, но предпочел живопись и был отдан под опеку Джулио Квальо Младшего. Его брат, Диего Франческо (1674—1750), стал скульптором-декоратором и архитектором.
Работал в области Венето (Терраферма) и в Любляне (Словения) вместе с Джулио Квальо, который познакомил его с творчеством Луки Джордано и Себастьяно Риччи. Затем он прибыл в Рим, числился учеником в мастерской Франческо Тревизани.
Карлоне дебютировал как независимый художник в церкви урсулинок в Инсбруке, впоследствии получив ряд заказов от важных религиозных орденов и дворянских домов в Австро-Венгерской империи и в немецких государствах. Благодаря признательности принца Евгения Савойского, заказавшего ему фрески для дворца Бельведер, он получил престижные заказы в Вене. Он много работал в сотрудничестве со своим братом Диего Франческо, автором лепнины стукко, которая объединялась с фресками, образуя единую композицию, примером которой является интерьер церкви Санта-Мария-ди-Скариа в Ланцо д’Интельви.
Затем Карлоне прибыл в Германию, писал алтарные картины и фрески в замке Людвигсбург, в Пассау, Линце, Бреслау, Праге и Вене и в Южной Германии. В 1735 году он вернулся в Ломбардию, посвятив себя в основном украшению церквей между Комо, Монцей, Бергамо, Брешией и Гардой. К примеру, расписал купол церкви Сан-Феличе-дель-Бенако на озере Гарда.
В 1717 году Карло Инноченцо женился на Джулии Катерине Корбеллини и стал отцом четырёх сыновей и девяти дочерей. Скончался в Комо в 1775 году.

## Галерея
- Принц Евгений как новый Аполлон и предводитель муз. Роспись плафона Мраморного зала. Фреска. Верхний Бельведер, Вена
- Аллегория Доброго правления маркграфа Карла Фредерика Ансбахского. Роспись плафона главного зала Резиденции в Ансбахе
- Апофеоз Вириха Филиппа Лоренца, графа Дауна. Роспись плафона Большой лестницы Дворца Кинских в Праге. 1716—1718
- Выезд богинь Юноны, Венеры и Минервы на суд Париса. Эскиз росписи. Между 1727 и 1730. Холст, масло. Берлинская картинная галерея
- Роспись плафона Замка Людвигсбург. Между 1730 и 1733
- Аллегория мира и справедливости. Эскиз росписи. Ок. 1717. Холст, масло. Австрийская галерея Бельведер, Вена
- Бог Отец принимает Мадонну Иммакулату (Непорочного Зачатия). Эскиз росписи. Между 1720 и 1730. Холст, масло. Смитсоновский музей американского искусства, Вашингтон
- Смерть Святого Иосифа. 1731. Холст, масло. Базилика Св. Мартина и Освальда, Вайнгартен, Вюртемберг